# Symethis garthi
Symethis garthi is een krabbensoort uit de familie van de Raninidae. De wetenschappelijke naam van de soort is voor het eerst geldig gepubliceerd in 1981 door Goeke.